# Лёктыдор
Лёктыдор (Лёк-Тыдор) — река в России, протекает в Республике Коми. Правый приток реки Вымь, впадает в неё на 342-м км от устья. Длина реки составляет 66 км.

## Данные водного реестра
По данным государственного водного реестра России относится к Двинско-Печорскому бассейновому округу, водохозяйственный участок реки — Вычегда от города Сыктывкар и до устья, речной подбассейн реки — Вычегда. Речной бассейн реки — Северная Двина.
Код объекта в государственном водном реестре — 03020200212103000020749.